# Angelo Mayer
Angelo Mayer (* 10. September 1996 in Schrobenhausen) ist ein deutscher Fußballspieler. Der Linksverteidiger verbrachte einige Jahre in der Jugend und bei der zweiten Mannschaft des damaligen Zweitligisten TSV 1860 München und stand von 2017 bis 2021 im Kader der Amateurmannschaft des FC Bayern München. Seit 2023 ist Angelo Mayer bei FC Pipinsried tätig.
Von 2012 bis 2014 bestritt er einzelne Länderspiele für diverse deutsche Junioren-Nationalmannschaften.

## Sportliche Laufbahn

### Vereine

#### Von Weilach an die Grünwalder Straße
Angelo Mayer stammt aus der Gemeinde Gachenbach, im Süden des oberbayerischen Landkreises Neuburg-Schrobenhausen gelegen. Im Ortsteil Weilach begann er beim TSV Weilach mit dem Vereinsfußball. Als ein Jugendtrainer des Vereins zum FSV Pfaffenhofen wechselte, nahm er Mayer mit zum neuen Verein und so fuhren sie fortan gemeinsam die rund 20 Kilometer nach Pfaffenhofen an der Ilm, der Kreisstadt des Nachbarlandkreises. Mayer spielte nun in der D-Jugend des FSV Pfaffenhofen, aber nicht sehr lange, denn als ihm bei einem Spiel drei Tore zum 3:2-Sieg seiner Mannschaft gelangen, war ein Scout des Zweitligisten TSV 1860 München zugegen und es folgte eine Einladung zum Probetraining an der Grünwalder Straße.
Letztlich kam es dann so, dass Angelo Mayer, eigentlich Fan des FC Bayern München, nach einem Jahr in Pfaffenhofen in die Jugend des Turn- und Sportvereins wechselte, aber weiter in seiner Geburtsstadt Schrobenhausen zur Schule ging. Sein nunmehr ehemaliger Jugendtrainer chauffierte den Jungen nun nicht mehr nach Pfaffenhofen, sondern direkt in die über 70 Kilometer entfernte Landeshauptstadt. Nach zwei Jahren, als sein Fahrer aus beruflichen Gründen diese Fahrten nicht mehr tätigen konnte, fuhr ihn die Mutter jeweils zum rund 20 Kilometer entfernten Bahnhof in Petershausen und der mittlerweile 13-Jährige fuhr dann allein mit dem Zug nach München.
Mayer durchlief dann die weiteren Jugendmannschaften des TSV, machte seinen Realschulabschluss und stand dann vor der Entscheidung eine Ausbildung zum Bankkaufmann zu beginnen oder es mit einer Laufbahn als Fußballprofi zu versuchen. Er entschied sich für letzteren Weg, absolvierte beim TSV ein Freiwilliges Soziales Jahr und spielte währenddessen dort in der A-Jugend. In seinem zweiten Jahr bei den A-Junioren kam er zu ersten Einsätzen in der Amateurmannschaft der Blauen in der viertklassigen Regionalliga Bayern. Nach seiner A-Junioren-Zeit, also ab Sommer 2015, gehörte er dann ganz zum Kader der Reservemannschaft. Seine Zeit dort war von zahlreichen Verletzungen geprägt und so bestritt er in zwei Jahren lediglich 33 von 68 möglichen Einsätzen für die zweite Mannschaft. Für die erste Mannschaft in der 2. Bundesliga reichte es nie. Nach dem Totalabsturz der Löwen im Jahr 2017, als die erste Mannschaft aus der 2. Bundesliga abstieg, aufgrund mangelnder finanzieller Leistungsfähigkeit direkt in die Viertklassigkeit der Regionalliga Bayern durchgereicht wurde und die dort bislang befindliche Zweitmannschaft in die fünftklassige Bayernliga herabgestuft wurde, verließ Mayer das schlingernde Schiff und wechselte von Blau nach Rot, nachdem er noch 2014 ein Angebot des FC Bayern abgelehnt hatte, da er sich beim TSV eine bessere sportliche Perspektive ausrechnete.

#### Wechsel zum FC Bayern
Beim großen Nachbarn von der Säbener Straße lief es jedoch auch nicht unbedingt besser für Angelo Mayer. Häufige Verletzungen ließen ihn dort in seiner ersten Saison zu nur 16 Einsätzen für die Amateurmannschaft des FC Bayern in der Regionalliga Bayern kommen, davon zudem die meisten nur als Einwechselspieler. Gar noch seltener wurden die Einsatzzeiten in seiner zweiten Saison bei den Bayern-Amateuren, nur viermal stand er bei Ligaspielen auf dem Platz. Ebenfalls viermal auf dem Platz stand er im Frühjahr 2019 im Rahmen des Premier League International Cup in England, einem Wettbewerb mit englischen und kontinentaleuropäischen U23-Mannschaften. Die Bayern-Amateure, die ja die U23 des FC Bayern sind, gewannen diesen Wettbewerb und Mayer stand beim Endspiel gegen Dinamo Zagreb die gesamte Spielzeit auf dem Feld. Am Ende der Regionalligasaison hatte die Mannschaft samt Trainer Holger Seitz ebenfalls einen Erfolg zu verzeichnen, denn nach der Meisterschaft in der Regionalliga Bayern konnten sich die Bayern-Amateure in den Aufstiegsspielen gegen die Amateurmannschaft des VfL Wolfsburg durchsetzen und waren somit Drittligist. Bei beiden Aufstiegsspielen war Angelo Mayer nur Zuschauer, nicht aber beim ersten Punktspiel der Drittligasaison 2019/20, als er unter dem neuen Trainer Sebastian Hoeneß beim Auswärtsspiel in Würzburg in der Startelf stand, die 1:3-Niederlage jedoch auch nicht verhindern konnte. Auch beim zweiten Punktspiel, einem 2:1 gegen Uerdingen, stand er in der Startelf. Ein paar Wochen später kam er noch zu einem Kurzeinsatz in der Liga und wurde ansonsten von Trainer Hoeneß nur noch zweimal bei Testspielen im Rahmen der Rückrundenvorbereitung im Januar 2020 berücksichtigt. Nach dem Abgang von Sebastian Hoeneß zum Bundesligisten TSG Hoffenheim im Sommer 2020 übernahm Holger Seitz wieder das Zepter bei den Bayern-Amateuren, aber auch unter ihm kam Angelo Mayer nicht über einen Kurzeinsatz in der Liga und einen Einsatz bei einem Testspiel hinaus. Sein im Sommer 2021 auslaufender Vertrag wurde nicht verlängert und Angelo Mayer wurde vor dem letzten Saisonspiel der Bayern-Amateure, einem Heimspiel gegen den Halleschen FC, von Seiten des FC Bayern verabschiedet.

#### Nach längerer Suche nun beim TSV Rain
Nach Monaten der Suche nach einem neuen Verein mit einem Probetraining beim Nordost-Regionalligisten Chemnitzer FC fand Angelo Mayer im Winter schließlich mit dem TSV Rain eine neue sportliche Wirkungsstätte. Der Verein aus der Kleinstadt am Lech war zum Zeitpunkt des Wechsels Drittletzter in der Regionalliga Bayern.

### Nationalmannschaft
Zu seinem ersten Länderspiel kam Angelo Mayer im Mai 2012 für die deutsche U16-Nationalmannschaft, sein zweites bestritt er dann wenige Monate später im August für die U17-Auswahl im Rahmen eines Turniers in Tirol. Es folgte eine längere Pause, ehe er im Dezember 2013 zweimal für die U18 spielte. Im September 2014 wurde er letztmals in eine Nationalmannschaft berufen, als er zweimal für die U19 auflief.